# Ochicanthon tristoides
Ochicanthon tristoides är en skalbaggsart som beskrevs av Renaud Maurice Adrien Paulian 1983. Ochicanthon tristoides ingår i släktet Ochicanthon och familjen bladhorningar. Inga underarter finns listade i Catalogue of Life.